# Agelena mossambica
Agelena mossambica là một loài nhện trong họ Agelenidae.
Loài này thuộc chi Agelena. Agelena mossambica được Carl Friedrich Roewer miêu tả năm 1955.